# Grand hôtel de Chalain
Le grand hôtel de Chalain est un hôtel particulier situé au 15, rue Saint-Georges à Rennes.

## Histoire
Il date du XVIIIe siècle, construit sur trois étages, il est adossé au petit hôtel de Chalain datant du XVIIe siècle. Depuis 1831, c'est le presbytère de l'église Saint-Germain.
L'hôtel fait l'objet d'une inscription au titre des monuments historiques depuis le 18 janvier 1967.